# Feroz Nakhchir (distrikt)
Feroz Nakhchir är ett distrikt i Afghanistan. Det ligger i provinsen Samangan, i den norra delen av landet, 260 kilometer nordväst om huvudstaden Kabul. Administrativ huvudort är Feroz Nakhchir.
Distriktet beräknades år 2022 ha cirka 15 000 invånare.